# Elemosina di sant'Antonino
L'Elemosina di sant'Antonino è un dipinto a olio su tela (332x235 cm) di Lorenzo Lotto, databile al 1540-1542 circa e conservato nella basilica dei Santi Giovanni e Paolo a Venezia.

## Storia
L'8 dicembre 1540 Lotto registrò sul proprio libro dei conti l'arrivo in bottega di una tela già inchiodata su un telaio, che venne rimossa e risistemata su un nuovo supporto. A partire da questo e da altri indizi si è ipotizzato che la commissione della pala risalisse a molti anni prima, al 1525 circa, e che fosse stata la ragione del trasferimento del Lotto da Bergamo a Venezia, stabilendosi proprio nel convento domenicano. Forse i lavori si interruppero già nel luglio 1526, quando l'artista lasciò il convento sdegnato per alcune maldicenze che circolavano sul proprio conto. 
In seguito i rapporti dovettero ricomporsi, al punto tale che nel testamento del 1546 Lotto dispose di essere sepolto nel cimitero dei religiosi, rinunciando a tale proposito a una parte del compenso per il dipinto.
A Venezia l'opera passò sotto il più completo silenzio, per una certa ostilità verso il pittore da parte dell'"intellighenzia" ufficiale poiché non allineato al tizianismo dominante.

## Descrizione e stile
La pala, dedicata a sant'Antonino Pierozzi, arcivescovo di Firenze, ha un impianto molto originale.
Attraverso un tendaggio rosso, scostato come un sipario da angioletti in volo, appare la scena dell'elemosina, importata su tre registri. Il santo, che nel 1442 fondò una confraternita caritativa per l'assistenza dei poveri, si trova in trono nella parte più alta, mentre legge un rotolo, probabilmente una supplica, e ascolta i consigli di due angeli. Sotto di lui due diaconi si affacciano da una balconata addobbata con un tappeto orientale. Un tappeto orientale Lorenzo Lotto lo aveva già inserito nel Ritratto di coniugi, eseguito a Bergamo nel 1524 e conservato all'Ermitage di San Pietroburgo. Alle loro spalle un altro tappeto copre un gradino sopra cui è raffigurata una sorta di natura morta, con la mitria del vescovo, il pastorale, sacchetti e libri.
Dei due aiutanti, uno prende le suppliche dei poveri nel registro inferiore, tagliati a mezza figura, calmandone anche l'impeto con la mano distesa, mentre quello di sinistra attinge monete da un borsello e sotto di lui i poveri stanno con le mani tese in attesa di ricevere qualcosa. I gesti sono studiati con attenzione e traspira un senso di ordine e calma, a ribadire la non casualità della carità. Nel gruppo di postulanti si riconoscono vedove, orfani e mendicanti comuni, ciascuno descritto con vivissimo realismo: nel libro contabile di Lotto è registrato come infatti nell'estate del 1541 l'artista fece diversi studi dal vero di persone povere.
Scrisse Argan: «All'enfasi travolgente delle glorie tizianesche il Lotto, col suo orrore per la retorica, oppone l'immagine ostentatamente borghese di una burocrazia delle grazie: col santo che legge scrupolosamente le suppliche che raccoglie un accolito e, udito il parere degli angeli che gli parlano all'orecchio, dà le opportune istruzioni all'altro, addetto alla cassa».

## Altre immagini

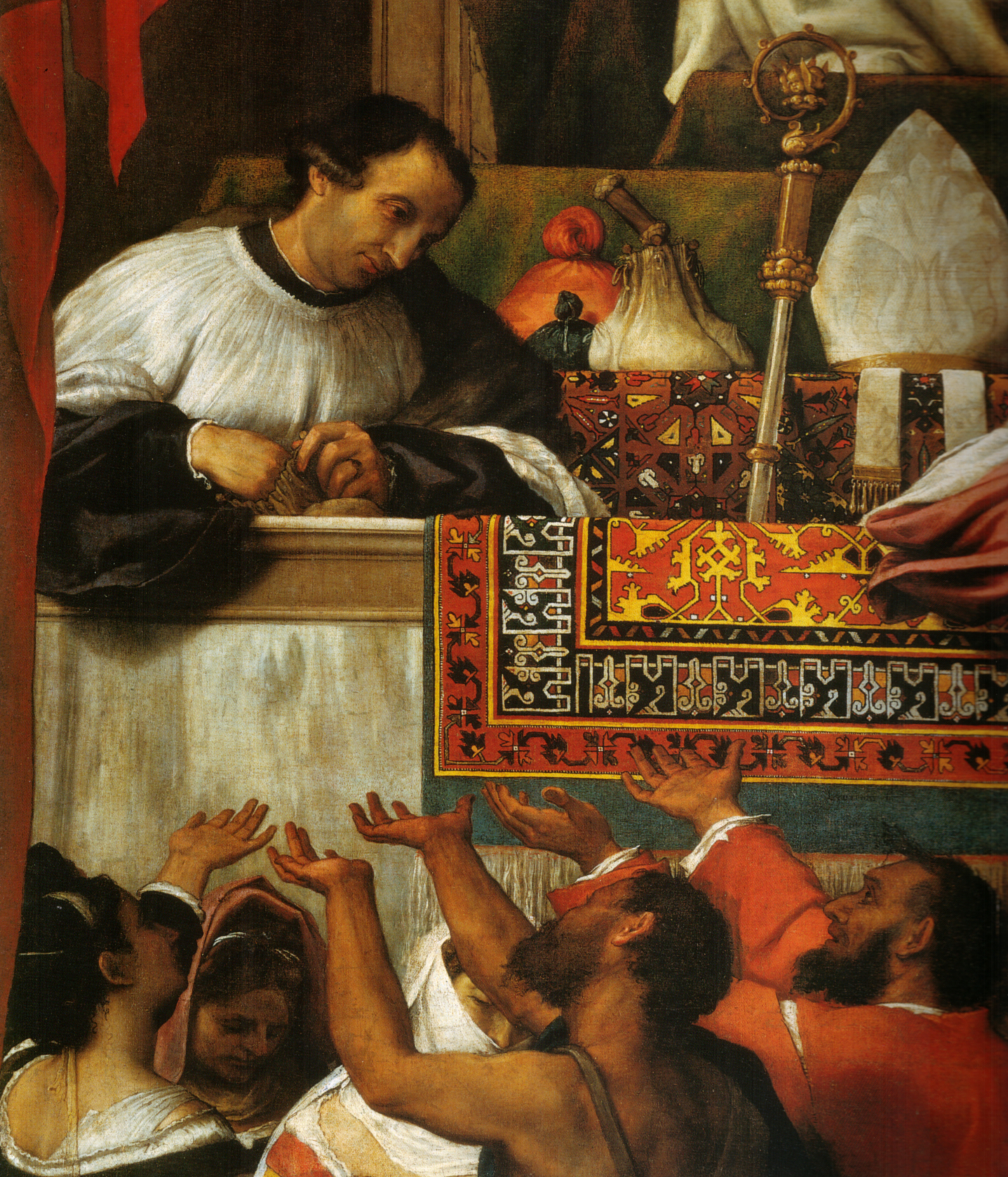
Dettaglio
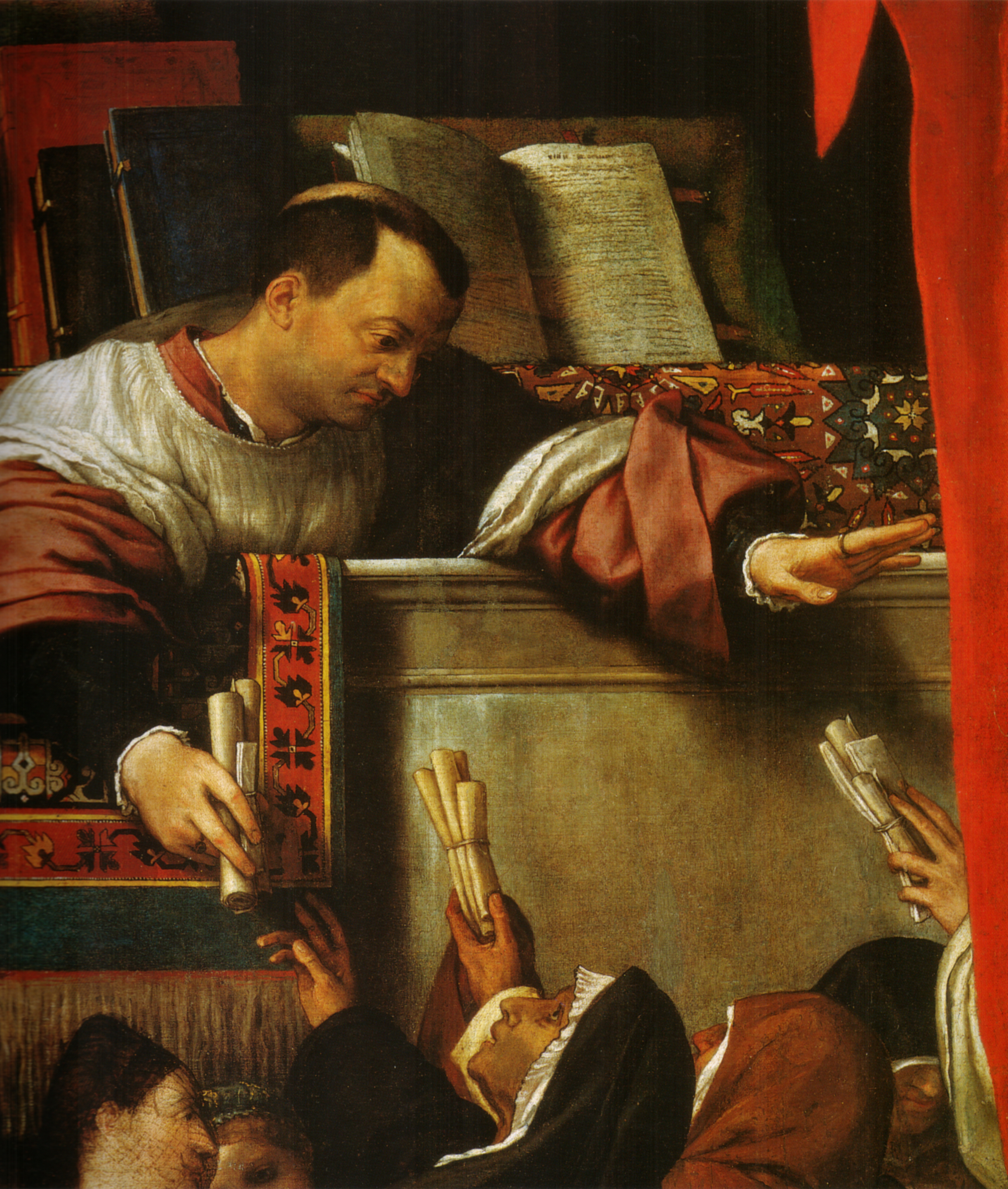
Dettaglio